# Puerto López
Puerto López ist eine Kleinstadt mit 16.000 Einwohnern im Südwesten der Provinz Manabí an der Pazifikküste Ecuadors. Sie ist Verwaltungssitz des gleichnamigen Kantons sowie eine Parroquia urbana. Die beiden wichtigsten Wirtschaftszweige der Stadt sind Fischfang und Tourismus.

## Lage
Puerto López befindet sich 68 km südwestlich der Provinzhauptstadt Portoviejo. Die Fernstraße E15 (Manta–Santa Elena) führt durch Puerto López.

## Wirtschaft
Von Mitte Juni bis Oktober werden Touren zur Walbeobachtung angeboten. Zu dieser Jahreszeit ziehen Buckelwale aus dem Südpazifik vor die Küste Ecuadors und die Chancen Wale zu sehen sind sehr hoch.
40 Kilometer westlich der Küste liegt die Isla de la Plata (Silberinsel), die oft als „Galapagos für Arme“ betitelt wird und zu der täglich Fahrten von verschiedenen örtlichen Unternehmen angeboten werden. Nördlich von Puerto López liegen die Strände von Los Frailes, die wie die Isla de la Plata Teil des Nationalparks Machalilla sind.

## Parroquia Puerto López
Die Parroquia Puerto López wurde am 24. März 1923 als Teil des Kantons Jipijapa gegründet. Der Name erinnert an Daniel López, ein Philanthrop, Bankier und Wissenschaftler, dem die Gemeinde viel zu verdanken hatte. Im August 1994 mit der Gründung des Kantons Puerto López wurde Puerto López eine Parroquia urbana und Sitz der Kantonsverwaltung. Die Parroquia Puerto López besitzt eine Fläche von 200,3 km². Beim Zensus 2010 betrug die Einwohnerzahl 10.928. Mit Ausnahme des Westens und des Südwestens liegt das Areal innerhalb des Nationalparks Machalilla. Im Süden reicht das Gebiet bis zum Río Ayampe. Die Berge im Landesinneren erreichen Höhen von mehr als 400 m.